# Thomas S. Timberman
Thomas Sherman Timberman (* 21. März 1900 in Jamesburg, Middlesex County, New Jersey; † 2. August 1989 in Bethesda, Montgomery County, Maryland) war ein Generalmajor der United States Army. Er war unter anderem Kommandeur zweier Infanteriedivisionen und Kommandant des Amerikanischen Sektors von Berlin.

## Militärische Laufbahn
In den Jahren 1920 bis 1923 durchlief Timberman die United States Military Academy in West Point. Nach seiner Graduation wurde er als Leutnant der Infanterie zugeteilt. In der Armee durchlief er anschließend alle Offiziersränge bis zum Zweisterne-General. Im Jahr 1925 wurde er mit dem 15. Infanterieregiment nach Tianjin in China versetzt.
Nach einer zwischenzeitlichen Rückkehr in die Vereinigten Staaten wurde er für die Zeit zwischen 1931 und 1935 erneut nach China versetzt, wo er unter anderem Militärattaché in Peking war und außerdem die chinesische Sprache erlernte. Es folgte eine Versetzung an den Panamakanal und zum Presidio in San Francisco. Ende 1941 bis Anfang 1942 war er Dozent an der Infantry School. Während des Zweiten Weltkriegs war er vorwiegend mit Generalstabsaufgaben im Kriegsministerium betraut. Dabei arbeitete er in Abteilungen, die sich mit Problemen im asiatischen Bereich, besonders im Raum China, Burma und Indien, befassten. Er nahm in seiner Eigenschaft als Stabsoffizier im Kriegsministerium auch an einigen Alliierten Kriegskonferenzen wie z. B. der Casablanca-Konferenz teil. Im Dezember 1944 wurde er dann nach Asien versetzt, wo er das Kommando über die Truppen in Südostasien (US Forces South-East Asia) übernahm. Dieses Kommando bekleidete er bis 1946. Danach übernahm er bis 1947 das Kommando über US-Truppen in China.
In den folgenden Jahren war Thomas Timberman wieder als Stabsoffizier in verschiedenen Abteilungen des Heeresministeriums tätig. Zwischen Juli 1951 und Dezember 1952 hatte er den Oberbefehl über die 1. Infanteriedivision, die zu dieser Zeit in Deutschland stationiert war. Anschließend wurde er Kommandant des Amerikanischen Sektors von Berlin. Dieses Kommando bekleidete er vom 3. Januar 1953 bis zum 4. August 1954. Danach übernahm er das Kommando über die 2. Infanteriedivision, das er zwischen September 1954 und August 1955 innehatte. Sein letztes Kommando war die Leitung der United States Army Security Agency (1958–1960). Danach ging er in den Ruhestand.

## Privates
Thomas Timberman wurde als Sohn von Alvah B. Timberman und dessen Frau Anna B Flanagan geboren. 1929 heiratete er Virginia Fiske. Er verbrachte seinen Lebensabend in Chevy Chase, Maryland und arbeitete mehrere Jahre als Berater für die Firma Research Analysis Corp in McLean. Am 2. August 1989 verstarb er hoch betagt in Bethesda in Maryland und wurde auf dem Nationalfriedhof Arlington beigesetzt.

## Orden und Auszeichnungen
Thomas Timberman erhielt im Lauf seiner militärischen Laufbahn unter anderem drei Mal die Army Distinguished Service Medal und zwei Mal den Orden Legion of Merit.